# Dôme d'Ezili
Ezili Tholus
Pour les articles homonymes, voir Ezili.
Le dôme d'Ezili (désignation internationale : Ezili Tholus) est un dôme situé sur Vénus dans le quadrangle de Niobe Planitia. Il a été nommé en référence à Ezili, déesse de l'eau douce, de la beauté et de l'amour au Bénin.